# Murray Watkinson

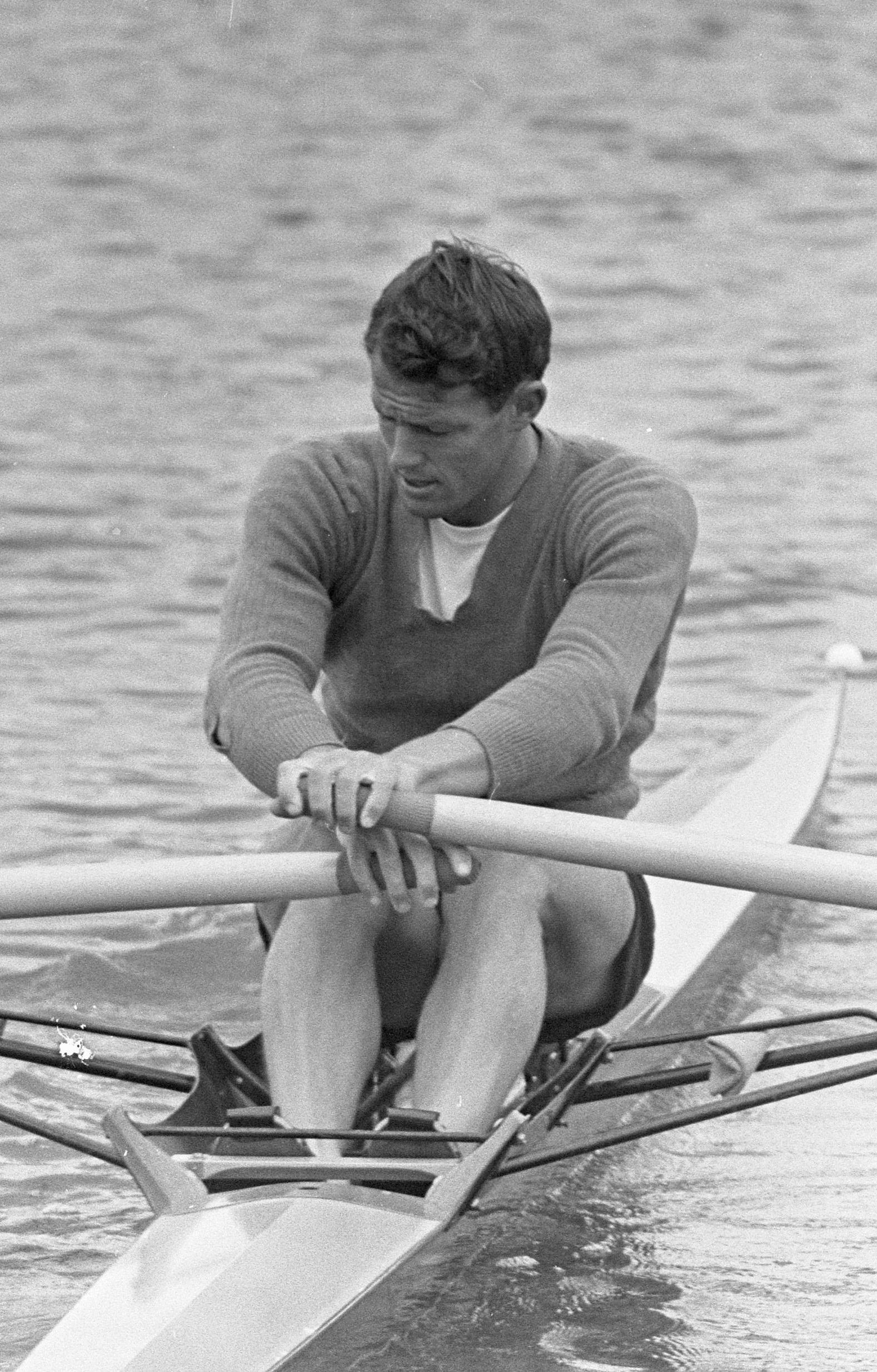
Murray Watkinson 1964

Murray Paul Watkinson (* 11. Juni 1939 in Auckland, Neuseeland; † 19. Januar 2004) war ein neuseeländischer Ruderer, der zweimal an Olympischen Spielen teilnahm.
Seinen ersten großen Erfolg erruderte Murray Watkinson bei den British Empire and Commonwealth Games 1962 im australischen Perth, als er zusammen mit seinem Bruder Peter die Silbermedaille hinter dem englischen Doppelzweier gewann. Zwei Jahre später erreichte Murray Watkinson bei den Olympischen Spielen 1964 das Finale im Einer und belegte den fünften Platz. 
Bei den Ruder-Weltmeisterschaften 1970 in St. Catharines ruderte Watkinson im neuseeländischen Achter, der Bronze hinter den Booten aus der DDR und aus der Sowjetunion gewann. Im Jahr darauf trat Watkinson bei den Ruder-Europameisterschaften 1971 wieder im Einer an und belegte den dritten Platz hinter dem Argentinier Alberto Demiddi und Götz Draeger aus der DDR; bis ab 1974 die Ruder-Weltmeisterschaften jedes Jahr ausgetragen wurden, konnten Nicht-Europäer wie Demiddi und Watkinson auch bei Europameisterschaften antreten. Auch bei den Olympischen Spielen 1972 auf der Regattastrecke Oberschleißheim bei München startete Watkinson im Einer, erreichte aber nicht das Finale, sondern belegte als Vierter des B-Finales den zehnten Rang in der Gesamtwertung.